# 斑紋鷦鶯
，是雀形目扇尾莺科的一种鸟类。它曾與喜馬拉雅鷦鶯（P. crinigera）一起歸為斑紋鷦鶯，但在2019年發表的一項研究之後被分開。
分布於中國大陸和台灣。在中國的雲南省，則與喜馬拉雅鷦鶯共棲。

## 特征
山鹪莺体重约13.7克，翼长约51毫米，嘴峰长约12.3毫米，喙宽度约2.2毫米，喙厚度约3.2毫米，跗蹠长约18.6毫米，尾长约75毫米。山鹪莺在其分布区内为留鸟，其栖息在开放的灌木丛中，食性为肉食性，主要食物来源是陆生无脊椎动物。

## 亚种
- ：分布于华南地区（四川、陕西南部、云南东部至湖南和广东北部）。
- ：分布于中国东南沿海省份和长江流域。
- ：分布于台湾。[6]